# Rudka (rejon kowelski)
Rudka (ukr. Ру́дка) – wieś na Ukrainie w rejonie kowelskim, obwodu wołyńskiego. Liczy 183 mieszkańców.
Pod koniec XIX w. wieś w powiecie kowelskim.
Do 2020 w rejonie starowyżewskim.